# 韋爾希納 (扎波羅熱州)
47°23′49″N 36°50′3″E / 47.39694°N 36.83417°E
韋爾希納（烏克蘭語：Вершина）是位於烏克蘭東南部的村莊，由扎波羅熱州波洛希區的卡姆揚卡市鎮負責管轄。該村始建於1867年，面積2.66平方公里，海拔高度219米，2001年人口587，人口密度每平方公里220.68人。